# Eriocaulon aquatile
Eriocaulon aquatile är en gräsväxtart som beskrevs av Friedrich August Körnicke. Eriocaulon aquatile ingår i släktet Eriocaulon och familjen Eriocaulaceae. Inga underarter finns listade i Catalogue of Life.